# Alpbachtal
Das Alpbachtal ist ein Tal in den Kitzbüheler Alpen. Es ist ein Seitental des Inntals.
Das Alpbachtal erhält seinen Namen vom Alpbach, welcher das gesamte Tal durchfließt. Taleingang ist die Gemeinde Brixlegg. Eine Straße, welche Alpbach mit Brixlegg verbindet, führt durch das ganze Tal bis zum Dorf Inneralpbach. Nachbartäler des Alpbachtals sind das Zillertal und die Wildschönau.
Höhere und touristisch gut erschlossene Gipfel im Alpbachtal sind
- der Große Galtenberg (2425 m)
- der Große Beil (2309 m)
- das Sonnenjoch (2287 m)
- der Standkopf (2241 m)
- das Wiedersberger Horn (2128 m)
- die Joelspitze (1964 m)
- die Gratlspitze (1899 m)
- der Schatzberg (1898 m)
- der Loderstein (1830 m)
- und der Reither Kogel (1336 m)

Haupteinnahmequelle ist sowohl im Sommer als auch im Winter der Tourismus. Es gibt im Alpbachtal auf der Südseite am Wiedersberger Horn ein größeres Skigebiet mit zwei Gondelbahnen und 15 Liften. Am 7. Dezember 2012 wurde durch die Inbetriebnahme einer dritten Gondelbahn, eine Lift-/ Pistenverbindung in die Wildschönau geschaffen. Dadurch entstand ein großer Skiverbund unter dem Namen Ski Juwel Alpbachtal Wildschönau. Ein kleineres Skigebiet mit einer Gondelbahn und vier Liften befindet sich am Ortseingang in der Gemeinde Reith im Alpbachtal. Auf den jeweils anderen Flächen wird Skibetrieb nur von den anderen Tälern bedient. Im Sommer gilt das Tal als Wandertal. Es gibt mehrere Almen.
In Alpbach findet das jährliche Europäische Forum Alpbach statt.
Im Tal befinden sich zwei Gemeinden: Reith im Alpbachtal und Alpbach. Den Talabschluss bildet das Dorf Inneralpbach.

## Bilder

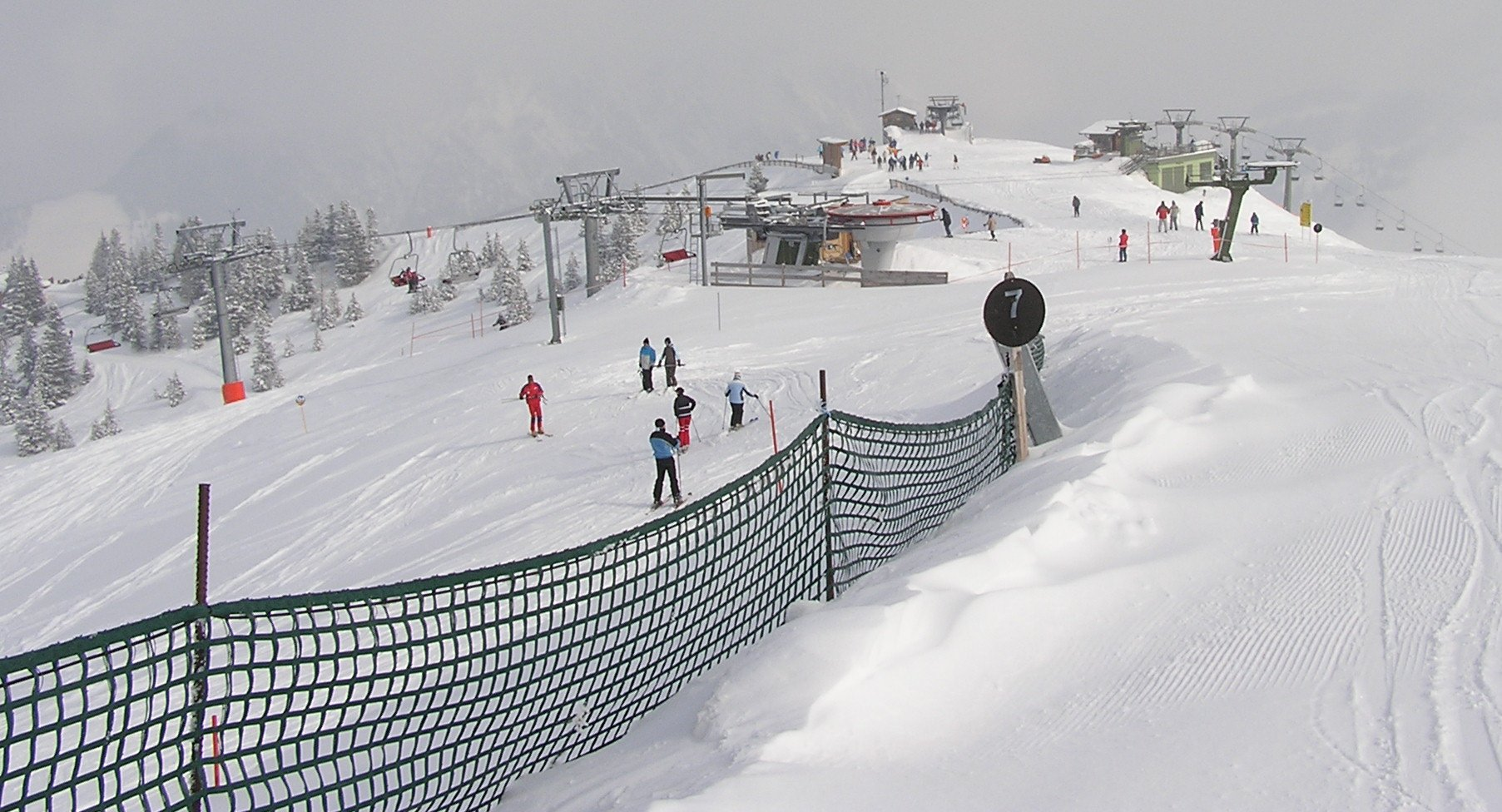
Im Schigebiet Alpbachtal, nahe dem Gmahkopf
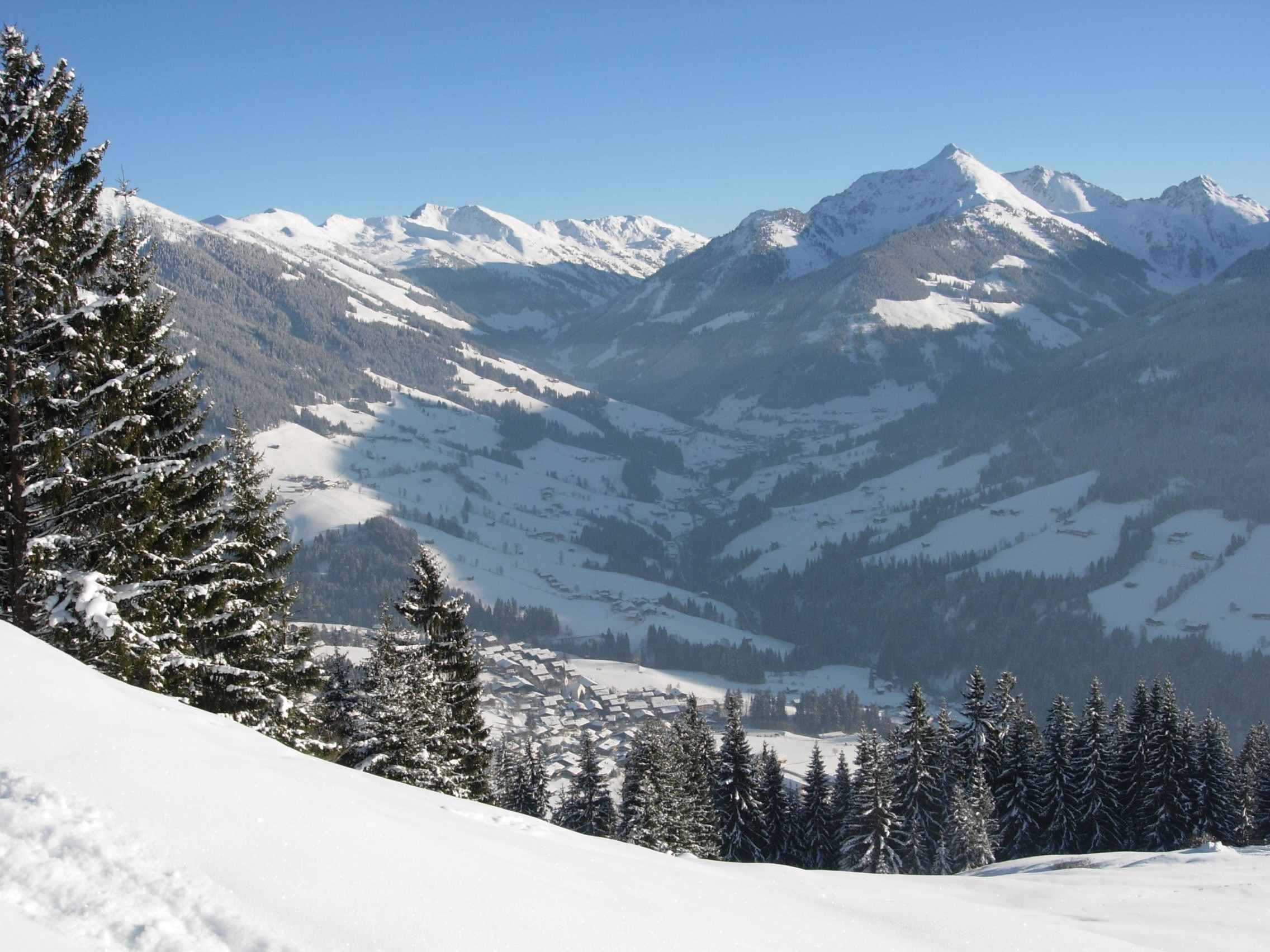
Alpbach im Winter, von der Bischoferalm aus